# Sportverein Stuttgarter Kickers 2001-2002
Questa voce raccoglie le informazioni riguardanti lo Sportverein Stuttgarter Kickers nelle competizioni ufficiali della stagione 2001-2002.

## Stagione
Nella stagione 2001-2002 il Stuttgarter Kickers, allenato da Rainer Zobel e Marcus Sorg, concluse il campionato di Regionalliga sud al 12º posto. In Coppa di Germania il Stuttgarter Kickers fu eliminato al primo turno dall'Unterhaching.

## Rosa
| N. |                     | Ruolo | Calciatore         |
| -- | ------------------- | ----- | ------------------ |
| 1  | Germania (bandiera) | P     | Harald Ebertz      |
| 2  | Germania (bandiera) | D     | Christian Kritzer  |
| 3  | Germania (bandiera) | C     | Stefan Minkwitz    |
| 4  | Germania (bandiera) | D     | Joachim Cast       |
| 5  | Germania (bandiera) | D     | Patrick Milchraum  |
| 6  | Germania (bandiera) | C     | Markus Lösch       |
| 7  | Germania (bandiera) | C     | Markus Pleuler     |
| 8  | Germania (bandiera) | C     | Rainer Scharinger  |
| 9  | Germania (bandiera) | A     | Jens Paeslack      |
| 10 | Brasile (bandiera)  | A     | Ivan               |
| 11 | Camerun (bandiera)  | A     | Jérémie N'Jock     |
| 14 | Germania (bandiera) | C     | Werner Protzel     |
| 15 | Germania (bandiera) | D     | Thomas Ritter      |
| 16 | Germania (bandiera) | C     | Peter Wagner       |
| 17 | Germania (bandiera) | C     | Erhan Polat        |
| 18 | Italia (bandiera)   | A     | Giuseppe Carnevale |

| N. |                     | Ruolo | Calciatore      |
| -- | ------------------- | ----- | --------------- |
| 19 | Germania (bandiera) | C     | Ralf Zimmermann |
| 20 | Italia (bandiera)   | A     | Giuseppe Greco  |
| 21 | Germania (bandiera) | D     | Michael Kuhn    |
| 22 | Germania (bandiera) | P     | Ronny Kockel    |
| 22 | Germania (bandiera) | C     | Christoph Kunze |
| 23 | Germania (bandiera) | D     | Oliver Stierle  |
| 24 | Germania (bandiera) | C     | Timo Dörflinger |
| 25 | Giappone (bandiera) | C     | Yu Shimamura    |
| 26 | Croazia (bandiera)  | C     | Jago Marić      |
| 27 | Germania (bandiera) | C     | Björn Dreyer    |
| 28 | Germania (bandiera) | D     | Oliver Barth    |
| 12 | Francia (bandiera)  | D     | Nicolas Leblanc |
| 33 | Germania (bandiera) | C     | Bernd Eckhardt  |
| 36 | Brasile (bandiera)  | C     | Preto           |
| 29 | Turchia (bandiera)  | A     | Senol Yazici    |

## Organigramma societario
Area tecnica
- Allenatore: Marcus Sorg
- Allenatore in seconda: Thomas Letsch
- Preparatore dei portieri: Manfred Petz
- Preparatori atletici:
- Analisi video:

## Calciomercato

### Sessione estiva
| Acquisti | Acquisti          | Acquisti              | Acquisti |
| R.       | Nome              | da                    | Modalità |
| -------- | ----------------- | --------------------- | -------- |
| D        | Joachim Cast      | Reutlingen            |          |
| C        | Björn Dreyer      | Friburgo              |          |
| P        | Harald Ebertz     | Saarbrücken           |          |
| A        | Ivan              | Figueirense           |          |
| P        | Ronny Kockel      | Ditzingen             |          |
| D        | Michael Kuhn      | Aalen                 |          |
| C        | Markus Lösch      | Eintracht Francoforte |          |
| A        | Jérémie N'Jock    | Wydad Casablanca      |          |
| C        | Werner Protzel    | Waldhof Mannheim      |          |
| D        | Thomas Ritter     | Changchun Yatai       |          |
| C        | Rainer Scharinger | Ulma                  |          |
| C        | Peter Wagner      | Heilbronn             |          |
| C        | Ralf Zimmermann   | Ulma                  |          |

| Cessioni | Cessioni          | Cessioni             | Cessioni |
| R.       | Nome              | a                    | Modalità |
| -------- | ----------------- | -------------------- | -------- |
| A        | Alexander Blessin | Antalyaspor          |          |
| D        | Cássio            | Goiás                |          |
| C        | Cristian Fiél     | Union Berlino        |          |
| D        | Günter Heberle    | Schweinfurt 05       |          |
| D        | Carsten Keuler    | Jahn Ratisbona       |          |
| P        | Bernd Klaus       | Ludwigsburg          |          |
| D        | Michael Kümmerle  | Greuther Fürth       |          |
| C        | Carsten Marell    | TV Echterdingen      |          |
| A        | Stefan Meißner    | Chemnitz             |          |
| A        | Mustafa Özkan     | Göztepe              |          |
| D        | Paulo César       | Joinville            |          |
| P        | Sead Ramović      | Wolfsburg            |          |
| C        | Torsten Raspe     | Rot-Weiß Erfurt      |          |
| A        | Silvinho          | XV de Piracicaba     |          |
| C        | Sandro Villani    | Ludwigsburg          |          |
| D        | Markus Weinzierl  | Unterhaching         |          |
| C        | Torsten Ziegner   | Rot-Weiß Erfurt      |          |
| A        | Mark Zimmermann   | Alemannia Aquisgrana |          |
| C        | Tomislav Zivic    | Hertha Berlino II    |          |

### Sessione invernale
| Acquisti | Acquisti      | Acquisti     | Acquisti |
| R.       | Nome          | da           | Modalità |
| -------- | ------------- | ------------ | -------- |
| A        | Jens Paeslack | AEL Limassol |          |

| Cessioni | Cessioni         | Cessioni    | Cessioni |
| R.       | Nome             | a           | Modalità |
| -------- | ---------------- | ----------- | -------- |
| C        | Olivier Brassart | Yeovil Town |          |

## Risultati

### Regionalliga

#### Girone di andata
| Arbitro: | Kammerer |

|                            |           |                                        |
| Neticha 21’, 36’ Sauer 55’ | Marcatori | 64’ Ritter 77’ Carnevale 85’ Shimamura |

| Arbitro: | Raquet |

|  |           |             |
|  | Marcatori | 18’ Richter |

| Arbitro: | Welz |

|  |           |             |
|  | Marcatori | 86’ G.Greco |

| Arbitro: | Sippel |

|            |           |              |
| Pleuler 1’ | Marcatori | 34’, 65’ Agu |

| Arbitro: | Brych |

|           |           |           |
| Braun 56’ | Marcatori | 64’ Marić |

| Arbitro: | Bielmeier |

|                |           |           |
| Scharinger 17’ | Marcatori | 64’ Benda |

| Arbitro: | Trautmann |

|          |           |                |
| Loos 37’ | Marcatori | 89’ Dörflinger |

| Arbitro: | Brombacher |

|          |           |                            |
| Ivan 74’ | Marcatori | 56’ Poppowitsch 86’ Winter |

| Arbitro: | Maier |

|                     |           |          |
| Würll 6’ Naciri 82’ | Marcatori | 47’ Ivan |

| Arbitro: | Drees |

|                           |           |                      |
| Protzel 45’ Carnevale 88’ | Marcatori | 7’, 41’ Bettenstaedt |

| Arbitro: | Schiffner |

|                                                |           |          |
| Tölcseres 7’, 9’ Fersch 42’ (rig.), 57’ (rig.) | Marcatori | 45’ Cast |

| Arbitro: | Greipl |

|          |           |  |
| Ivan 82’ | Marcatori |  |

| Arbitro: | Wack |

|                        |           |                |
| Pleuler 15’ Dreyer 50’ | Marcatori | 67’ Hebestreit |

| Arbitro: | Greth |

|                                    |           |                         |
| Sieger 54’, 85’ Thee 68’ Throm 80’ | Marcatori | 48’ Scharinger 88’ Cast |

| Arbitro: | Gruse |

|                                            |           |                           |
| Ivan 19’ Carnevale 68’, 82’ Dörflinger 89’ | Marcatori | 38’ Feulner 55’ Misimović |

| Arbitro: | Steinborn |

|               |           |                          |
| Adzic 7’, 11’ | Marcatori | 32’ Carnevale 88’ N'Jock |

| Stoccarda 10 novembre 2001, ore 15:00 CET 17ª giornata | Kickers Stoccarda | 0 – 0 referto | Darmstadt | Waldau-Stadion (2 750 spett.)\| Arbitro: \| Sahler \| |
| Arbitro:                                               | Sahler            |               |           |                                                       |

#### Girone di ritorno
| Arbitro: | Fleischer |

|            |           |                          |
| N'Jock 85’ | Marcatori | 38’ Bunzenthal 78’ Silva |

| Arbitro: | Edinger |

|                       |           |  |
| Lützler 22’ Hampl 86’ | Marcatori |  |

| Arbitro: | Kempter |

|           |           |             |
| Barth 81’ | Marcatori | 88’ Fischer |

| Arbitro: | Sippel |

|           |           |                     |
| Theres 6’ | Marcatori | 3’ (rig.) Carnevale |

| Stoccarda 23 febbraio 2002, ore 15:00 CET 22ª giornata | Kickers Stoccarda | 0 – 0 referto | Stoccarda II | Waldau-Stadion (3 580 spett.)\| Arbitro: \| Stark \| |
| Arbitro:                                               | Stark             |               |              |                                                      |

| Arbitro: | Dingert |

|                      |           |  |
| Benda 67’ Dzihic 72’ | Marcatori |  |

| Arbitro: | Greth |

|                       |           |  |
| Ivan 43’ Paeslack 62’ | Marcatori |  |

| Arbitro: | Wagner |

|          |           |          |
| Anli 62’ | Marcatori | 67’ Ivan |

| Arbitro: | Brych |

|          |           |  |
| Cast 36’ | Marcatori |  |

| Arbitro: | Welz |

|              |           |                        |
| Willmann 30’ | Marcatori | 47’ Ivan 85’ Carnevale |

| Arbitro: | Trautmann |

|                        |           |         |
| Lösch 83’ Paeslack 90’ | Marcatori | 8’ Maul |

| Arbitro: | Perl |

|                      |           |                                  |
| Dragusha 2’ Aziz 18’ | Marcatori | 12’ Pleuler 81’ (aut.) Latinovic |

| Arbitro: | Brych |

|                      |           |  |
| Dittgen 28’ Bach 83’ | Marcatori |  |

| Arbitro: | Kempter |

|             |           |  |
| Pleuler 10’ | Marcatori |  |

| Monaco di Baviera 5 maggio 2002, ore 15:00 CEST 32ª giornata | Bayern Monaco II | 0 – 0 referto | Kickers Stoccarda | Grünwalder Stadion (500 spett.)\| Arbitro: \| Gruse \| |
| Arbitro:                                                     | Gruse            |               |                   |                                                        |

| Arbitro: | Maier |

|                             |           |                        |
| Carnevale 46’ Shimamura 71’ | Marcatori | 7’ Pelzer 88’ Boskovic |

| Arbitro: | Brombacher |

|  |           |                              |
|  | Marcatori | 56’ Zimmermann 58’ Carnevale |

### Coppa di Germania
| Arbitro: | Trautmann |

|            |           |                                                |
| N'Jock 82’ | Marcatori | 4’ Zimmermann 48’, 49’, 57’ Spizak 60’ Schwarz |

## Statistiche

### Statistiche di squadra
| Competizione      | Punti | In casa | In casa | In casa | In casa | In casa | In casa | In trasferta | In trasferta | In trasferta | In trasferta | In trasferta | In trasferta | Totale | Totale | Totale | Totale | Totale | Totale | DR |
| Competizione      | Punti | G       | V       | N       | P       | Gf      | Gs      | G            | V            | N            | P            | Gf           | Gs           | G      | V      | N      | P      | Gf     | Gs     | DR |
| ----------------- | ----- | ------- | ------- | ------- | ------- | ------- | ------- | ------------ | ------------ | ------------ | ------------ | ------------ | ------------ | ------ | ------ | ------ | ------ | ------ | ------ | -- |
| Regionalliga sud  | 44    | 17      | 7       | 6       | 4       | 22      | 17      | 17           | 3            | 8            | 6            | 20           | 28           | 34     | 10     | 14     | 10     | 42     | 45     | -3 |
| Coppa di Germania | -     | 1       | 0       | 0       | 1       | 1       | 5       | 0            | 0            | 0            | 0            | 0            | 0            | 1      | 0      | 0      | 1      | 1      | 5      | -4 |
| Totale            | 44    | 18      | 7       | 6       | 5       | 23      | 22      | 17           | 3            | 8            | 6            | 20           | 28           | 35     | 10     | 14     | 11     | 43     | 50     | -7 |

### Andamento in campionato
| Giornata  | 1 | 2  | 3  | 4  | 5  | 6  | 7  | 8  | 9  | 10 | 11 | 12 | 13 | 14 | 15 | 16 | 17 | 18 | 19 | 20 | 21 | 22 | 23 | 24 | 25 | 26 | 27 | 28 | 29 | 30 | 31 | 32 | 33 | 34 |
| --------- | - | -- | -- | -- | -- | -- | -- | -- | -- | -- | -- | -- | -- | -- | -- | -- | -- | -- | -- | -- | -- | -- | -- | -- | -- | -- | -- | -- | -- | -- | -- | -- | -- | -- |
| Luogo     | T | C  | T  | C  | T  | C  | T  | C  | T  | C  | T  | C  | C  | T  | C  | T  | C  | C  | T  | C  | T  | C  | T  | C  | T  | C  | T  | C  | T  | T  | C  | T  | C  | T  |
| Risultato | N | P  | V  | P  | N  | N  | N  | P  | P  | N  | P  | V  | V  | P  | V  | N  | N  | P  | P  | N  | N  | N  | P  | V  | N  | V  | V  | V  | N  | P  | V  | N  | N  | V  |
| Posizione | 5 | 13 | 10 | 11 | 12 | 12 | 13 | 15 | 15 | 14 | 16 | 14 | 14 | 15 | 14 | 14 | 13 | 14 | 14 | 14 | 15 | 14 | 15 | 14 | 14 | 14 | 14 | 14 | 14 | 14 | 14 | 14 | 14 | 12 |

Legenda:

Luogo: C = Casa; T = Trasferta. Risultato: V = Vittoria; N = Pareggio; P = Sconfitta.

### Statistiche dei giocatori
| Giocatore     | Regionalliga sud | Regionalliga sud | Regionalliga sud | Regionalliga sud | Coppa di Germania | Coppa di Germania | Coppa di Germania | Coppa di Germania | Totale   | Totale | Totale      | Totale     |
| Giocatore     | Presenze         | Reti             | Ammonizioni      | Espulsioni       | Presenze          | Reti              | Ammonizioni       | Espulsioni        | Presenze | Reti   | Ammonizioni | Espulsioni |
| ------------- | ---------------- | ---------------- | ---------------- | ---------------- | ----------------- | ----------------- | ----------------- | ----------------- | -------- | ------ | ----------- | ---------- |
| O. Barth      | 17               | 1                | 4                | 0                | 0                 | 0                 | 0                 | 0                 | 17       | 1      | 4           | 0          |
| O. Brassart   | 3                | 0                | 0                | 0                | 0                 | 0                 | 0                 | 0                 | 3        | 0      | 0           | 0          |
| G. Carnevale  | 32               | 9                | 2                | 0                | 0                 | 0                 | 0                 | 0                 | 32       | 9      | 2           | 0          |
| J. Cast       | 25               | 3                | 9                | 0                | 1                 | 0                 | 0                 | 0                 | 26       | 3      | 9           | 0          |
| B. Dreyer     | 11               | 1                | 5                | 0                | 0                 | 0                 | 0                 | 0                 | 11       | 1      | 5           | 0          |
| T. Dörflinger | 26               | 2                | 2                | 0                | 0                 | 0                 | 0                 | 0                 | 26       | 2      | 2           | 0          |
| H. Ebertz     | 15               | 0                | 0                | 0                | 0                 | 0                 | 0                 | 0                 | 15       | 0      | 0           | 0          |
| B. Eckhardt   | 0                | 0                | 0                | 0                | 0                 | 0                 | 0                 | 0                 | 0        | 0      | 0           | 0          |
| G. Greco      | 21               | 1                | 0                | 0                | 1                 | 0                 | 0                 | 0                 | 22       | 1      | 0           | 0          |
| I. Ivan       | 26               | 7                | 5                | 0                | 0                 | 0                 | 0                 | 0                 | 26       | 7      | 5           | 0          |
| R. Kockel     | 19               | 0                | 0                | 0                | 1                 | 0                 | 0                 | 0                 | 20       | 0      | 0           | 0          |
| C. Kritzer    | 33               | 0                | 7                | 0                | 1                 | 0                 | 1                 | 0                 | 34       | 0      | 8           | 0          |
| M. Kuhn       | 3                | 0                | 1                | 0                | 0                 | 0                 | 0                 | 0                 | 3        | 0      | 1           | 0          |
| C. Kunze      | 1                | 0                | 0                | 0                | 0                 | 0                 | 0                 | 0                 | 1        | 0      | 0           | 0          |
| N. Leblanc    | 5                | 0                | 1                | 0                | 1                 | 0                 | 0                 | 0                 | 6        | 0      | 1           | 0          |
| M. Lösch      | 12               | 1                | 0                | 0                | 0                 | 0                 | 0                 | 0                 | 12       | 1      | 0           | 0          |
| J. Marić      | 13               | 1                | 1                | 1                | 1                 | 0                 | 0                 | 0                 | 14       | 1      | 1           | 1          |
| P. Milchraum  | 0                | 0                | 0                | 0                | 0                 | 0                 | 0                 | 0                 | 0        | 0      | 0           | 0          |
| S. Minkwitz   | 12               | 0                | 3                | 0                | 1                 | 0                 | 1                 | 0                 | 13       | 0      | 4           | 0          |
| J. N'Jock     | 8                | 2                | 0                | 0                | 1                 | 1                 | 0                 | 0                 | 9        | 3      | 0           | 0          |
| J. Paeslack   | 9                | 2                | 3                | 0                | 0                 | 0                 | 0                 | 0                 | 9        | 2      | 3           | 0          |
| M. Pleuler    | 33               | 4                | 10               | 0                | 1                 | 0                 | 0                 | 0                 | 34       | 4      | 10          | 0          |
| E. Polat      | 22               | 0                | 12               | 1                | 0                 | 0                 | 0                 | 0                 | 22       | 0      | 12          | 1          |
| P. Preto      | 2                | 0                | 0                | 0                | 1                 | 0                 | 0                 | 0                 | 3        | 0      | 0           | 0          |
| W. Protzel    | 24               | 1                | 8                | 0                | 0                 | 0                 | 0                 | 0                 | 24       | 1      | 8           | 0          |
| T. Ritter     | 5                | 1                | 2                | 0                | 1                 | 0                 | 0                 | 0                 | 6        | 1      | 2           | 0          |
| R. Scharinger | 27               | 2                | 7                | 0                | 1                 | 0                 | 0                 | 0                 | 28       | 2      | 7           | 0          |
| Y. Shimamura  | 15               | 2                | 1                | 0                | 0                 | 0                 | 0                 | 0                 | 15       | 2      | 1           | 0          |
| O. Stierle    | 0                | 0                | 0                | 0                | 0                 | 0                 | 0                 | 0                 | 0        | 0      | 0           | 0          |
| P. Wagner     | 19               | 0                | 3                | 0                | 1                 | 0                 | 0                 | 0                 | 20       | 0      | 3           | 0          |
| S. Yazici     | 1                | 0                | 0                | 0                | 0                 | 0                 | 0                 | 0                 | 1        | 0      | 0           | 0          |
| R. Zimmermann | 29               | 1                | 4                | 0                | 1                 | 0                 | 0                 | 0                 | 30       | 1      | 4           | 0          |